# Beweglicher Arzttrupp
Ein (luft-)beweglicher Arzttrupp (BAT bzw. LBAT) der Bundeswehr besteht aus einem Arzt mit der Ausbildung/Weiterbildung in Rettungsmedizin (mindestens Stabsarzt), einem Rettungsassistenten oder Notfallsanitäter (mindestens Feldwebel) und einem Einsatzsanitäter (aus der Dienstgradgruppe der Mannschaften bzw. der Unteroffiziere ohne Portepee). Er ist das militärische Gegenstück zum zivilen Notarztwagen. Da der LBAT aus zwei Wolf-Fahrzeugen besteht, kommt ein zweiter Einsatzsanitäter (und gleichzeitig Kraftfahrer) hinzu.

## Aufgaben des (L)BAT
Der BAT wird hauptsächlich zur Konvoibegleitung mit dem Ziel einer frühestmöglichen ersten ärztlichen Versorgung eingesetzt. Dazu führt er die notfallmedizinische Erstversorgung durch und stellt die Transportfähigkeit der Verwundeten bzw. Verletzten her.
Seine Aufgaben sind im Einzelnen
- Erkennen und Behandeln lebensbedrohlicher Zustände
- Durchführung notfallmedizinischer Erstmaßnahmen
- Sicherstellung allgemeinmedizinischer Erstversorgung
- Durchführung eingeschränkter medizinischer ABC-Schutzmaßnahmen
- eingeschränkte Fähigkeiten zum Erkennen und Behandeln psychischer Auffälligkeiten.

## Fahrzeuge
Als Fahrzeuge werden derzeit der KrKw 2to BAT, der Transportpanzer FUCHS und das Geschützte Fahrzeug YAK und in der Luftlandetruppe der  Lkw gl leicht Wolf eingesetzt. Seit September 2007 verfügt die Bundeswehr zudem über die ersten BV 206 S als BAT im Einsatz. Ab März 2010 wurden auch EAGLE IV in der Version BAT beschafft.

## Luftbeweglicher Arzttrupp
Eine Sonderform des Beweglichen Arzttrupps ist der Luftbewegliche Arzttrupp (LBAT). Besonderheit hierbei ist, dass der LBAT immer über zwei LKW gl 0,9 t verfügt. Ein KFZ dient als Notarzteinsatzfahrzeug (NEF) und wird zum Transport der medizinischen Ausstattung zum Einsatzort genutzt, während das zweite Fahrzeug dann als Krankentransportwagen (KTW) den späteren Patiententransport übernimmt. In der Fallschirmjägertruppe wird abgesessen auch der BAT zu Fuß mit Zugkarre für die benötigte Ausrüstung eingesetzt. Der Transport eines Verwundeten damit war jedoch nicht vorgesehen, wäre jedoch nach Umrüstung möglich und würde den Verletztentransport auf Trage erleichtern.